# Wish You Were Here (1987)
Wish You Were Here (bra Gostaria Que Você Estivesse Aqui) é um filme britânico de 1987, do género comédia dramática, realizado e escrito por David Leland, com roteiro vagamente baseado nas memórias de Cythia Payne, que mais tarde se tornaria dona de um bordel.
Cynthia seria retratada também em Personal Services (1987), de Terry Jones.

## Sinopse
Lynda Mansell (Emily Lloyd) é uma rapariga de 16 anos, órfã de mãe e que vive com o seu pai (Geoffrey Hutchings) numa pequena cidade costeira na Inglaterra do principio dos anos 50.
Ela é atrevida e precoce e frequentemente choca as outras pessoas com a sua linguagem ordinária, mas é também ingénua e facilmente manipulável. Entediada com os empregos convencionais (de onde é frequentemente despedida) e com os rapazes da terra, Lynda tem a sua primeira experiência sexual com Dave (Jesse Birdsall), mas acaba por engravidar de Eric (Tom Bell), um amigo de meia-idade do seu pai. O pai de Linda, um homem rígido e convencional, repudia-a. Desesperada, ela tenta obter um aborto ilegal, mas acaba por decidir tornar-se mãe.
"Wish You Were Here" é um lamento que Emily frequentemente expressa, a respeito da sua falecida mãe, que a protegia do seu intolerante pai. Por detrás do seu exterior desrespeitoso, Linda é uma rapariga vulnerável que procura amor e o seu lugar no mundo - ela vive numa época em que é difícil a raparigas como ela fazer a sua vida à sua maneira.[carece de fontes?]

## Elenco
- Emily Lloyd.... Lynda Mansell
- Tom Bell.... Eric
- Jesse Birdsall.... Dave
- Clare Clifford.... Mrs. Parfitt
- Barbara Durkin.... Valerie
- Geoffrey Hutchings.... Hubert Mansell (pai de Lynda)
- Charlotte Barker.... Gillian
- Chloë Leland.... Margaret (irmã de Lynda)
- Charlotte Ball.... Lynda (11 anos)
- Pat Heywood.... tia Millie
- Abigail Leland.... Margaret (7 anos)
- Geoffrey Durham.... Harry Figgis
- Neville Smith.... gerente do cinema
- Heathcote Williams.... Dr. Holroyd
- Val McLane.... Maisie Mathews
- Susan Skipper.... mãe de Lynda
- Lee Whitlock.... Brian
- Sheila Kelley.... Joan Figgis

## Prémios
- 1987: Evening Standard British Film Awards - Emily Lloyd (Melhor Atriz)[2]
- 1987: National Society of Film Critics - Emily Lloyd (Melhor Atriz)[3]
- 1987: Festival de Cannes - David Leland (Prémio FIPRESCI)[4]
- 1988: BAFTA Award - David Leland (Melhor Argumento Original)[5]